# Nati il 26 novembre
| Questa pagina contiene informazioni ricavate automaticamente dalle voci biografiche con l'ausilio del template Bio e di un bot. L'aggiornamento è periodico e automatico e ricostruisce completamente la pagina. Se manca una persona in questa lista, sei pregato di non aggiungerla, ma accertati piuttosto che la sua voce biografica contenga il template Bio e che i dati anagrafici siano correttamente compilati. Se il template Bio manca, inseriscilo tu stesso o, in alternativa, metti l'avviso {{tmp\|Bio}} che ne segnala la mancanza. Se i dati riportati sono sbagliati, correggi direttamente la voce biografica; le modifiche saranno visibili in questa lista entro pochi giorni. Per chiarimenti vedi il progetto biografie. La lista contiene solo le 1.066 persone che sono citate nell'enciclopedia e per le quali è stato implementato correttamente il template Bio. Pagina aggiornata al 9 ago 2025. |

## VII secolo(1)
- 656 - Zhong Zong, imperatore cinese († 710)

## X secolo(1)
- 907 - Rudesindo, vescovo e santo spagnolo († 977)

## XII secolo(1)
- 1188 - Jurij II di Vladimir, principe († 1238)

## XIII secolo(1)
- 1288 - Go-Daigo, imperatore giapponese († 1339)

## XIV secolo(2)
- 1350 - Ibn al-Jazari, giurista, teologo e storico arabo († 1439)
- 1374 - Jurij di Zvenigorod, principe russo († 1434)

## XV secolo(4)
- 1401 - Henry Beaufort, II conte di Somerset, conte britannico († 1418)
- 1436 - Caterina d'Aviz, principessa portoghese († 1463)
- 1462 - Alessandro del Palatinato-Zweibrücken, nobile tedesco († 1514)
- 1491 - Bindo Altoviti, banchiere e mecenate italiano († 1557)

## XVI secolo(8)
- 1518 - Guido Ascanio Sforza di Santa Fiora, cardinale e patriarca cattolico italiano († 1564)
- 1541 - Ludovico Bartolaia, tenore e compositore italiano († 1641)
- 1566 - Francesco Bracciolini, poeta italiano († 1645)
- 1566 - Galeazzo Sanvitale, arcivescovo cattolico italiano († 1622)
- 1570 - Cristiano di Schleswig-Holstein-Sonderburg-Ærø, nobile danese († 1633)
- 1580 - Ettore Capecelatro, giurista, magistrato e politico italiano († 1654)
- 1580 - Bernabé Cobo, gesuita, naturalista e scrittore spagnolo († 1657)
- 1581 - Federico di Schleswig-Holstein-Sonderburg-Norburg, nobile danese († 1658)

## XVII secolo(21)
- 1602 - Giovanni Francesco Bellezia, politico italiano († 1672)
- 1604 - Johannes Bach, musicista tedesco († 1673)
- 1607 - John Harvard, pastore protestante britannico († 1638)
- 1611 - Eleonora Baroni, musicista e cantante italiana († 1670)
- 1627 - Alberto Caprara, letterato e diplomatico italiano († 1691)
- 1631 - Simone Mastacchi, fantino italiano († 1676)
- 1633 - Elisabeth Sophia Gyldenløve, nobile danese († 1654)
- 1637 - Antonio Carneo, pittore italiano († 1692)
- 1647 - Maria Edvige d'Assia-Darmstadt, nobile († 1680)
- 1652 - Ippolito Neri, poeta italiano († 1709)
- 1657 - William Derham, filosofo, teologo e scienziato inglese († 1735)
- 1657 - Michael Bernhard Valentini, medico tedesco († 1729)
- 1658 - Guglielmina Cristiana di Sassonia-Weimar, nobile tedesca († 1712)
- 1658 - Marc'Antonio Zondadari, militare italiano († 1722)
- 1663 - Bernardino Guinigi, arcivescovo cattolico e diplomatico italiano († 1729)
- 1670 - Maria Amalia di Brandeburgo, principessa († 1739)
- 1677 - Filippo Maria Positano, vescovo cattolico italiano († 1732)
- 1678 - Carlo Leopoldo di Meclemburgo-Schwerin, nobile tedesco († 1747)
- 1678 - Jean Jacques Dortous de Mairan, astronomo francese († 1771)
- 1678 - Giorgio Guglielmo di Brandeburgo-Bayreuth, nobile († 1726)
- 1689 - Carl Otto Rechenberg, giurista, poeta e storico tedesco († 1751)

## XVIII secolo(36)
- 1702 - Paulo António de Carvalho e Mendonça, cardinale portoghese († 1770)
- 1703 - Theophilus Cibber, attore teatrale e commediografo inglese († 1758)
- 1705 - Giulio Cesare Colonna di Sciarra, V principe di Carbognano, principe italiano († 1787)
- 1706 - Carlo di Holstein-Gottorp, principe tedesco († 1727)
- 1714 - Pierre-François Brice, artista francese († 1794)
- 1716 - Elizabeth Seymour, II baronessa Percy, nobildonna inglese († 1776)
- 1717 - Olof af Acrel, chirurgo svedese († 1806)
- 1727 - Artemas Ward, generale e politico statunitense († 1800)
- 1731 - William Cowper, poeta inglese († 1800)
- 1735 - Giambattista Varesco, abate, musicista e poeta italiano († 1805)
- 1736 - Charles-Joseph Panckoucke, scrittore e editore francese († 1798)
- 1741 - Alessandro Barca, teorico della musica e chimico italiano († 1814)
- 1744 - Alexander Mebane, politico e generale statunitense († 1795)
- 1745 - Luigi Tadini, collezionista d'arte e viaggiatore italiano († 1829)
- 1746 - Jacob Job Élie, generale francese († 1825)
- 1750 - María Josefa Pimentel, duchessa di Osuna, nobildonna spagnola († 1834)
- 1752 - Carlo Bocchi, avvocato, giudice e politico italiano († 1838)
- 1754 - Narciso Coll y Prat, arcivescovo cattolico spagnolo († 1822)
- 1760 - Celeste Coltellini, soprano italiano († 1828)
- 1761 - Gian Carlo Brignole, politico italiano († 1849)
- 1761 - Donato Tommasi, giurista e politico italiano († 1831)
- 1765 - Christian von Ompteda, militare tedesco († 1815)
- 1767 - Leopoldo Cicognara, nobile, storico dell'arte e bibliografo italiano († 1834)
- 1768 - Ferdinando Bubna, militare boemo († 1825)
- 1770 - Johann Michael Zeyher, botanico tedesco († 1843)
- 1785 - Giovanni Battista Federici, generale italiano († 1860)
- 1786 - José María Queipo de Llano, politico e storico spagnolo († 1843)
- 1787 - Pascal Coste, architetto francese († 1879)
- 1787 - Francesco Giuseppe di Hohenlohe-Schillingsfürst, principe († 1841)
- 1790 - Giuseppe Bertolini, ingegnere italiano († 1855)
- 1792 - Sarah Grimké, attivista statunitense († 1873)
- 1793 - Joseph W. Brown, generale statunitense († 1880)
- 1795 - Carl Philipp Fohr, pittore tedesco († 1818)
- 1798 - Ludwig Joseph von Boos-Waldeck, nobile tedesco († 1880)
- 1798 - Carlo de Falco, pittore italiano († 1882)
- 1800 - Anton Martin Slomšek, vescovo cattolico e beato sloveno († 1862)

## XIX secolo(166)
- 1801 - Édouard Spach, botanico francese († 1879)
- 1804 - Alberto Barbolani di Montauto, patriarca cattolico e funzionario italiano († 1857)
- 1806 - Antoine Jacquemoud, politico francese († 1887)
- 1808 - George Escol Sellers, imprenditore, ingegnere meccanico e inventore statunitense († 1899)
- 1809 - Wilhelm Ferdinand Erichson, entomologo tedesco († 1848)
- 1810 - William George Armstrong, ingegnere, inventore e imprenditore britannico († 1900)
- 1811 - Franz Brendel, musicologo e critico musicale tedesco († 1868)
- 1811 - Alexander von Huebner, diplomatico, scrittore e nobile austriaco († 1892)
- 1814 - Louise Aston, scrittrice tedesca († 1871)
- 1816 - Maurizio Gerbaix de Sonnaz, generale e politico italiano († 1892)
- 1817 - Isacco Maurogonato Pesaro, politico italiano († 1892)
- 1817 - Charles-Adolphe Wurtz, chimico francese († 1884)
- 1818 - Raffaele Postiglione, pittore italiano († 1897)
- 1818 - Louis Lacombe, compositore e pianista francese († 1884)
- 1819 - Giacomo Castelnuovo, politico, patriota e medico italiano († 1886)
- 1820 - Federico Guglielmo d'Assia-Kassel, principe († 1884)
- 1821 - Domenico Carutti, storico, diplomatico e politico italiano († 1909)
- 1822 - Eduardo Benot, lessicografo e politico spagnolo († 1907)
- 1824 - Narinder Singh, principe indiano († 1862)
- 1825 - Adolfo De Foresta, politico italiano († 1886)
- 1825 - Teodorico Pietrocola Rossetti, predicatore e patriota italiano († 1883)
- 1826 - Juan Pablo Rojas Paúl, politico venezuelano († 1905)
- 1826 - Angelo Vescovali, ingegnere italiano († 1895)
- 1827 - Ellen Gould White, religiosa e predicatrice statunitense († 1915)
- 1828 - René Goblet, politico francese († 1905)
- 1829 - Arthur Hamilton-Gordon, politico scozzese († 1912)
- 1830 - Richard J. Hinton, militare e giornalista statunitense († 1901)
- 1832 - Angelo Diligenti, attore teatrale italiano († 1895)
- 1832 - Mary Edwards Walker, medico e attivista statunitense († 1919)
- 1832 - Rudolph Koenig, fisico tedesco († 1901)
- 1834 - Serafino Vannutelli, cardinale e arcivescovo cattolico italiano († 1915)
- 1835 - Wilhelm von Waldburg-Zeil, principe e politico tedesco († 1906)
- 1838 - John Newlands, chimico inglese († 1898)
- 1841 - Giovanni Battista Piamarta, presbitero italiano († 1913)
- 1841 - Hans von Plessen, generale prussiano († 1929)
- 1842 - Alfred Caldicott, compositore britannico († 1897)
- 1842 - Amalia Dupré, scultrice italiana († 1928)
- 1843 - Carl Kockelkorn, compositore di scacchi tedesco († 1914)
- 1845 - Alice Claypoole Gwynne, filantropa statunitense († 1934)
- 1845 - Johan August Ekman, arcivescovo luterano e teologo svedese († 1913)
- 1845 - Facundo Machaín, politico paraguaiano († 1877)
- 1847 - Dagmar di Danimarca, imperatrice danese († 1928)
- 1849 - Ludvig Douglas, nobile e politico svedese († 1916)
- 1849 - Pietro Fea, bibliografo e bibliotecario italiano († 1932)
- 1852 - Yamamoto Gon'nohyōe, militare e politico giapponese († 1933)
- 1853 - Paul Fournier, giurista, storico e medievista francese († 1935)
- 1853 - Angelo Passerini, imprenditore e politico italiano († 1940)
- 1853 - Karl Sudhoff, storico tedesco († 1938)
- 1855 - Vladimir Alekseevič Giljarovskij, scrittore, giornalista e storico russo († 1935)
- 1855 - Franz Xaver Nagl, cardinale e arcivescovo cattolico austriaco († 1913)
- 1855 - Prabhu Narayan Singh, principe indiano († 1931)
- 1855 - Alfonso Sellaroli, orologiaio italiano († 1940)
- 1857 - Giuseppe Magrini, violoncellista e compositore italiano († 1926)
- 1857 - Nikolaus Szécsen von Temerin, diplomatico e politico austro-ungarico († 1926)
- 1857 - Filippo Turati, politico, giornalista e politologo italiano († 1932)
- 1857 - Ferdinand de Saussure, linguista e semiologo svizzero († 1913)
- 1858 - Israel Abrahams, ebraista inglese († 1925)
- 1858 - Agostino Berenini, politico italiano († 1939)
- 1858 - Katharine Mary Drexel, religiosa statunitense († 1955)
- 1859 - Emmanuel de Mac Mahon, generale francese († 1930)
- 1860 - Agostino Aldi, pittore italiano († 1939)
- 1862 - Aurel Stein, archeologo britannico († 1943)
- 1864 - Auguste Honoré Charlois, astronomo francese († 1910)
- 1864 - Herman Gorter, poeta, filosofo e rivoluzionario olandese († 1927)
- 1864 - W.A. Tremayne, commediografo, sceneggiatore e attore canadese († 1939)
- 1866 - Eugénie Buffet, cantante francese († 1934)
- 1866 - Hugh Duffy, giocatore di baseball e allenatore di baseball statunitense († 1954)
- 1866 - Luigi Giambene, esperantista e teologo italiano († 1944)
- 1866 - Jean-Émile Resplandy, architetto francese († 1928)
- 1868 - François-Xavier Brunet, vescovo cattolico canadese († 1922)
- 1869 - Maud del Galles, regina britannica († 1938)
- 1870 - Augustin Pacha, vescovo cattolico rumeno († 1954)
- 1871 - Ambrogio Bollati, militare, storico e politico italiano († 1950)
- 1871 - Luigi Sturzo, presbitero e politico italiano († 1959)
- 1873 - Zaharina Dimitrova, medico bulgaro († 1940)
- 1873 - Charles Valadier, dentista francese († 1931)
- 1875 - Ion Adam, scrittore romeno († 1911)
- 1875 - William Burton, golfista statunitense († 1914)
- 1875 - Arrigo Frusta, giornalista, sceneggiatore e regista cinematografico italiano († 1965)
- 1875 - Martanda Bhairava Tondaiman, indiano († 1928)
- 1876 - Sidney Barton, diplomatico inglese († 1946)
- 1876 - Ernst Bickel, filologo classico tedesco († 1961)
- 1876 - Willis Haviland Carrier, ingegnere e inventore statunitense († 1950)
- 1876 - Ned Hollister, zoologo statunitense († 1924)
- 1876 - Bart van der Leck, pittore olandese († 1958)
- 1876 - Angelo Patri, pedagogista, scrittore e educatore italiano († 1965)
- 1877 - Léo Staats, ballerino, coreografo e direttore artistico francese († 1952)
- 1878 - Peter Deer, mezzofondista canadese († 1956)
- 1878 - David Kirkland, regista, attore e sceneggiatore statunitense († 1964)
- 1878 - Anna LoPizzo, sindacalista italiana († 1912)
- 1878 - Vincenzo Romeo, scultore italiano († 1942)
- 1878 - Major Taylor, pistard statunitense († 1932)
- 1878 - George Wittet, architetto scozzese († 1926)
- 1879 - Edgar Katzenstein, canottiere tedesco († 1953)
- 1879 - Fanny Midgley, attrice statunitense († 1932)
- 1880 - Édouard Chimot, editore e artista francese († 1959)
- 1880 - Walter Corbett, calciatore inglese († 1960)
- 1880 - Milziade Venditti, magistrato e politico italiano († 1955)
- 1881 - Gaetano Cicognani, cardinale, arcivescovo cattolico e diplomatico italiano († 1962)
- 1881 - Lou Tellegen, attore, regista e sceneggiatore olandese († 1934)
- 1881 - Tadeusz Tomaszewski, politico polacco († 1950)
- 1882 - Marcelle Ackein, pittrice francese († 1952)
- 1882 - Ikuma Arishima, pittore giapponese († 1974)
- 1882 - Franz Junger, scrittore e editore italiano († 1934)
- 1882 - Kai Nielsen, scultore danese († 1924)
- 1882 - Achille Pellizzari, politico, partigiano e italianista italiano († 1948)
- 1882 - Antoni Rovira i Virgili, giornalista e politico spagnolo († 1949)
- 1882 - Giovanni Scolari, fumettista e illustratore italiano († 1956)
- 1883 - Mihály Babits, poeta ungherese († 1941)
- 1884 - Kurt Behrens, tuffatore tedesco († 1928)
- 1885 - Gino Barbieri, incisore e pittore italiano († 1917)
- 1885 - Heinrich Brüning, politico tedesco († 1970)
- 1886 - Georges Barré, generale francese († 1970)
- 1886 - Edita Broglio, pittrice lettone († 1977)
- 1886 - Thorild Olsson, mezzofondista svedese († 1934)
- 1886 - Guido Rocco, politico e diplomatico italiano († 1959)
- 1886 - Vincenzo Vacirca, politico, sindacalista e giornalista italiano († 1956)
- 1886 - Cesare Giulio Viola, scrittore, commediografo e sceneggiatore italiano († 1958)
- 1887 - Leonard Covello, pedagogista italiano († 1982)
- 1888 - William Bakewell, marinaio e esploratore statunitense († 1969)
- 1888 - Ford Beebe, sceneggiatore, regista e produttore cinematografico statunitense († 1978)
- 1888 - Francisco Canaro, compositore argentino († 1964)
- 1888 - Alexander Comstock Kirk, diplomatico statunitense († 1979)
- 1888 - Gino Carlo Sensani, costumista italiano († 1947)
- 1889 - Albert Dieudonné, attore, regista e scrittore francese († 1976)
- 1889 - Nikolaj Šubossinni, insegnante, scrittore e traduttore russo († 1942)
- 1889 - Henri Wijnoldy-Daniëls, schermidore olandese († 1932)
- 1890 - Suniti Kumar Chatterji, linguista, educatore e letterato indiano († 1977)
- 1890 - Tukojirao Holkar III, principe indiano († 1978)
- 1891 - Scott Bradley, compositore, pianista e direttore d'orchestra statunitense († 1977)
- 1891 - Josephine Brandell, attrice teatrale e cantante lirica statunitense († 1977)
- 1891 - Antonio Bruno, poeta e letterato italiano († 1932)
- 1891 - Remo Chiti, scrittore, giornalista e drammaturgo italiano († 1971)
- 1891 - Paride Ferrari, ciclista su strada italiano († 1955)
- 1892 - Charles Brackett, sceneggiatore e produttore cinematografico statunitense († 1969)
- 1892 - Margaret Craske, ballerina, coreografa e insegnante britannica († 1990)
- 1892 - Joe Guyon, giocatore di football americano statunitense († 1971)
- 1892 - Mike McTigue, pugile statunitense († 1966)
- 1892 - Gaetano Pirrone, politico italiano († 1971)
- 1893 - Giovanni Canestrini, giornalista, storico e arbitro di calcio italiano († 1975)
- 1893 - Yang Hucheng, generale cinese († 1949)
- 1894 - Emanuele Cambilargiu, ufficiale e ingegnere italiano († 1973)
- 1894 - Arturo Collana, giornalista italiano († 1959)
- 1894 - Giovanni Cucchiari, militare italiano († 1915)
- 1894 - Peder Marcussen, ginnasta danese († 1972)
- 1894 - James Charles McGuigan, cardinale e arcivescovo cattolico canadese († 1974)
- 1894 - Egidio Nardi, ufficiale italiano († 1981)
- 1894 - Ivan Dmitrievič Papanin, ammiraglio e esploratore russo († 1986)
- 1894 - Norbert Wiener, matematico e statistico statunitense († 1964)
- 1895 - Bill W., attivista statunitense († 1971)
- 1896 - Alfred Arndt, architetto tedesco († 1976)
- 1896 - Mario Martinoni, militare svizzero († 1981)
- 1896 - Pinna Nesbit, attrice canadese († 1950)
- 1897 - Robert Accard, calciatore francese († 1971)
- 1897 - Luis Batlle Berres, politico uruguaiano († 1964)
- 1897 - Manuel A. Odría, generale e politico peruviano († 1974)
- 1898 - Nicola Amodio, poliziotto italiano († 1945)
- 1898 - Pietro Piacentini, generale e aviatore italiano († 1963)
- 1898 - Héctor Scarone, calciatore e allenatore di calcio uruguaiano († 1967)
- 1898 - Karl Ziegler, chimico tedesco († 1973)
- 1899 - Giacomo De Palma, avvocato e politico italiano († 1976)
- 1899 - Bruno Hauptmann, criminale tedesco († 1936)
- 1900 - Giorgio Agostinelli, calciatore italiano († 1968)
- 1900 - Contardo Barbieri, pittore italiano († 1966)
- 1900 - Luigi Dodi, architetto, ingegnere e urbanista italiano († 1983)
- 1900 - Edgar Kail, calciatore inglese († 1976)

## XX secolo(802)
- 1901 - Heinz Heigl, schermidore tedesco († 1942)
- 1901 - Theodor Kretschmer, generale tedesco († 1986)
- 1901 - Conrado Portas, calciatore spagnolo († 1987)
- 1902 - Moss Christie, nuotatore australiano († 1978)
- 1902 - Giovanni Dolfin, politico italiano († 1968)
- 1902 - Luo Ronghuan, generale e politico cinese († 1963)
- 1902 - Ugo Magnetto, calciatore italiano († 1984)
- 1902 - Alessandro Schienoni, allenatore di calcio e calciatore italiano († 1969)
- 1902 - Walther Schröder, generale e poliziotto tedesco († 1973)
- 1903 - Guglielmo Del Bimbo, canottiere italiano († 1973)
- 1903 - Alice Herz-Sommer, pianista e supercentenaria ceca († 2014)
- 1903 - Hans Jörger, schermidore tedesco
- 1905 - Norah Baring, attrice britannica († 1985)
- 1905 - Urbano Cioccetti, avvocato e politico italiano († 1978)
- 1905 - Emlyn Williams, attore teatrale e drammaturgo inglese († 1987)
- 1906 - Ira Eisenstein, rabbino statunitense († 2001)
- 1906 - Sandro Fuga, pianista e compositore italiano († 1994)
- 1906 - Luigi Tentorio, calciatore, allenatore di calcio e dirigente sportivo italiano († 1996)
- 1907 - Agnes Geraghty, nuotatrice statunitense († 1974)
- 1907 - Cyril Musil, fondista e partigiano cecoslovacco († 1977)
- 1907 - Ruth Patrick, botanica e limnologo statunitense († 2013)
- 1908 - Ugo Carà, scultore, grafico e designer italiano († 2004)
- 1908 - Charles Forte, imprenditore britannico († 2007)
- 1908 - Frederika van der Goes, nuotatrice sudafricana († 1976)
- 1908 - Lefty Gomez, giocatore di baseball statunitense († 1989)
- 1908 - Bruno Marzi, pittore e falsario italiano († 1981)
- 1908 - Gino Redi, compositore italiano († 1962)
- 1908 - Ramón Villeda Morales, politico honduregno († 1971)
- 1909 - Fritz Buchloh, allenatore di calcio e calciatore tedesco († 1998)
- 1909 - Frances Dee, attrice statunitense († 2004)
- 1909 - Eugène Ionesco, drammaturgo e saggista rumeno († 1994)
- 1909 - Tibor Lubinszky, attore ungherese († 1956)
- 1909 - Italo Piccagli, militare, aviatore e partigiano italiano († 1944)
- 1910 - Cyril Cusack, attore irlandese († 1993)
- 1910 - Hazel Forbes, ballerina e attrice statunitense († 1980)
- 1910 - Aileen Meagher, velocista canadese († 1987)
- 1910 - Enea Selis, arcivescovo cattolico italiano († 1999)
- 1910 - Mohammed Rashad Shafshaq, cestista egiziano
- 1910 - Jeannette Vermeersch, politica francese († 2001)
- 1911 - Corinto Bellotti, militare e aviatore italiano († 1940)
- 1911 - Paolo Canali, doppiatore e politico britannico († 1979)
- 1911 - Albert Coppé, economista e politico belga († 1999)
- 1911 - Foy Draper, velocista statunitense († 1943)
- 1911 - Savino Guglielmetti, ginnasta italiano († 2006)
- 1911 - Mario Lago, attore, poeta e cantante brasiliano († 2002)
- 1911 - Mohammad Taghi Majidi, generale iraniano († 1979)
- 1911 - Robert Marchand, ciclista francese († 2021)
- 1911 - Luigi Martignon, pittore e incisore italiano († 1984)
- 1911 - Samuel Reshevsky, scacchista polacco († 1992)
- 1911 - Jakov Gavrilovič Uchsaj, poeta, drammaturgo e romanziere russo († 1986)
- 1912 - Roland Ducommun, calciatore svizzero († 1979)
- 1912 - Georges Moret, cestista svizzero († 2009)
- 1912 - Miguel Ángel Pantó, calciatore argentino
- 1912 - Ranieri Piccolomini Clementini Adami, militare e aviatore italiano († 1971)
- 1912 - Eugen York, regista tedesco († 1991)
- 1913 - Josep Antoni Coderch, architetto spagnolo († 1984)
- 1913 - Stan Eastham, calciatore inglese († 1997)
- 1914 - Giacomo Colussi, imprenditore italiano († 1999)
- 1915 - Emilio D'Amore, politico italiano († 2017)
- 1915 - Uichi Munakata, cestista giapponese
- 1915 - Ēriks Raisters, calciatore lettone († 1942)
- 1915 - Earl Wild, pianista e compositore statunitense († 2010)
- 1916 - Jorge Alcalde, calciatore peruviano († 1990)
- 1916 - Renzo Forma, politico italiano († 2005)
- 1916 - Ildebrando Malavolta, militare e aviatore italiano († 1941)
- 1916 - Petre Munteanu, tenore rumeno († 1988)
- 1916 - Mika Špiljak, politico jugoslavo († 2007)
- 1917 - Carlo Ceci, artista italiano († 2013)
- 1917 - Adele Jergens, attrice statunitense († 2002)
- 1917 - Tadao Kashio, imprenditore giapponese († 1993)
- 1917 - Béla Rerrich, schermidore ungherese († 2005)
- 1918 - Patricio Aylwin, politico cileno († 2016)
- 1918 - Adler Bonci, calciatore e allenatore di calcio italiano
- 1918 - Giorgio Cini, imprenditore italiano († 1949)
- 1918 - John Cliff, attore statunitense († 2001)
- 1918 - Clarence Max Fowler, fisico statunitense († 2006)
- 1918 - Huber Matos, guerrigliero, rivoluzionario e attivista cubano († 2014)
- 1918 - Nadir Quinto, illustratore e fumettista italiano († 1994)
- 1918 - Vito Sinisi, militare e aviatore italiano († 1941)
- 1918 - Luigi Spallacci, militare e aviatore italiano († 1941)
- 1918 - Vittorio Veltroni, giornalista, conduttore radiofonico e sceneggiatore italiano († 1956)
- 1918 - Octavio Vial, allenatore di calcio e calciatore messicano († 1989)
- 1919 - Pietro Besate, sindacalista, politico e compositore italiano († 1984)
- 1919 - Anna Cabras Brundo, scultrice e pittrice italiana († 2008)
- 1919 - Gino Carlotti, ciclista italiano († 2009)
- 1919 - Giorgio Casalino, sindacalista e politico italiano († 2006)
- 1919 - Harry Catterick, calciatore e allenatore di calcio inglese († 1985)
- 1919 - Ryszard Kaczorowski, politico polacco († 2010)
- 1919 - Germano Nicolini, partigiano italiano († 2020)
- 1919 - Frederik Pohl, autore di fantascienza e curatore editoriale statunitense († 2013)
- 1919 - Athos Valsecchi, politico italiano († 1985)
- 1919 - Henri Vidal, attore francese († 1959)
- 1920 - Ermanno Gorrieri, partigiano, sindacalista e politico italiano († 2004)
- 1920 - Natal'ja Kovšova, militare sovietica († 1942)
- 1920 - Beppe Niccolai, politico italiano († 1989)
- 1920 - Daniel Petrie, regista canadese († 2004)
- 1920 - Molly Rose, aviatrice e magistrato britannica († 2016)
- 1921 - Henry Beckman, attore canadese († 2008)
- 1921 - Alex Close, ciclista su strada e ciclocrossista belga († 2008)
- 1921 - Tom Felleghy, attore ungherese († 2005)
- 1921 - Albert Féraud, scultore francese († 2008)
- 1921 - Gertrud Fridh, attrice svedese († 1984)
- 1921 - Françoise Gilot, pittrice francese († 2023)
- 1921 - Imre Kovács, calciatore e allenatore di calcio ungherese († 1996)
- 1921 - Verghese Kurien, ingegnere e imprenditore indiano († 2012)
- 1921 - Ettore Zini, calciatore e dirigente sportivo italiano († 1999)
- 1922 - Ignazio Baldelli, linguista e filologo italiano († 2008)
- 1922 - Giovanni Cascio, calciatore italiano
- 1922 - Étienne Gailly, maratoneta belga († 1971)
- 1922 - Gino Gardassanich, calciatore italiano († 2010)
- 1922 - Charles M. Schulz, fumettista statunitense († 2000)
- 1922 - Jacqueline White, attrice statunitense
- 1922 - Adam Williams, attore statunitense († 2006)
- 1923 - Luigi Bettazzi, vescovo cattolico italiano († 2023)
- 1923 - Saverio De Michele, imprenditore e politico italiano († 2021)
- 1923 - Raimondo Milia, avvocato, politico e dirigente sportivo italiano († 2019)
- 1923 - Glauco Monducci, partigiano e dirigente d'azienda italiano († 2007)
- 1923 - Lino Procacci, regista italiano († 2012)
- 1923 - Giorgio Soavi, scrittore, poeta e giornalista italiano († 2008)
- 1924 - Fernand Cazenave, rugbista a 15, allenatore di rugby a 15 e dirigente sportivo francese († 2005)
- 1924 - Bhekimpi Dlamini, politico swati († 1999)
- 1924 - Irwin Hoffman, direttore d'orchestra statunitense († 2018)
- 1924 - Lois Hunt, soprano statunitense († 2009)
- 1924 - Brunello Rondi, sceneggiatore, regista e drammaturgo italiano († 1989)
- 1924 - George Segal, scultore statunitense († 2000)
- 1925 - Gregorio Álvarez, politico e generale uruguaiano († 2016)
- 1925 - Leonardo Cremonini, pittore e disegnatore italiano († 2010)
- 1925 - Severino Delogu, medico, divulgatore scientifico e saggista italiano († 1990)
- 1925 - Antonio Galiè, tenore italiano († 1998)
- 1925 - Eugene Istomin, pianista statunitense († 2003)
- 1925 - Conny Rux, pugile tedesco († 1995)
- 1925 - Angelo Satanassi, politico e partigiano italiano († 2011)
- 1925 - Tazio Secchiaroli, fotografo italiano († 1998)
- 1926 - Mauro Bortolotti, compositore italiano († 2007)
- 1926 - Albert e David Maysles, regista statunitense († 2015)
- 1926 - Armand Penverne, allenatore di calcio e calciatore francese († 2012)
- 1926 - Ed Williams, attore e comico statunitense
- 1926 - Ralf Wolter, attore tedesco († 2022)
- 1927 - Jean-Pierre Darras, attore e regista francese († 1999)
- 1927 - Herbert Freudenberger, psicologo statunitense († 1999)
- 1927 - Alberto Galgano, ingegnere italiano († 2017)
- 1927 - Roberto Goitre, direttore di coro, compositore e docente italiano († 1980)
- 1927 - Leonid Pavlovič Makaryčev, regista sovietico († 1988)
- 1927 - Henry Sanson, pallanuotista brasiliano († 2011)
- 1927 - Ferdinando Smerghetto, canottiere italiano († 1993)
- 1928 - Fritz Altmeyer, calciatore tedesco († 2013)
- 1928 - John Barton, regista teatrale inglese († 2018)
- 1928 - Giuseppe Colantuono, ex sollevatore italiano
- 1928 - Marcello Nencioni, attore, giornalista e conduttore radiofonico italiano († 2005)
- 1928 - Károly Sándor, calciatore ungherese († 2014)
- 1929 - Slavko Avsenik, compositore e musicista sloveno († 2015)
- 1929 - Italo Mazzola, politico e sindacalista italiano († 2007)
- 1929 - Beppe Modenese, dirigente d'azienda italiano († 2020)
- 1929 - Betta St. John, attrice statunitense († 2023)
- 1930 - Aldo Biscardi, giornalista, autore televisivo e conduttore televisivo italiano († 2017)
- 1930 - Viola Burnham, politica e first lady guyanese († 2003)
- 1930 - Jacques Foix, calciatore francese († 2017)
- 1930 - Uladzimir Karatkevič, scrittore, drammaturgo e poeta sovietico († 1984)
- 1930 - Les Richter, giocatore di football americano statunitense († 2010)
- 1930 - Bernard Pierre Wolff, fotografo francese († 1985)
- 1931 - Giuliana Minuzzo, sciatrice alpina italiana († 2020)
- 1931 - Adolfo Pérez Esquivel, pacifista argentino
- 1931 - Adrianus Simonis, cardinale e arcivescovo cattolico olandese († 2020)
- 1933 - Robert Goulet, cantante, attore e showman statunitense († 2007)
- 1933 - Norifumi Suzuki, regista e sceneggiatore giapponese († 2014)
- 1933 - Louis Turenne, attore canadese († 2006)
- 1934 - Gaspare Barbiellini Amidei, saggista, sociologo e giornalista italiano († 2007)
- 1934 - Barry Coe, attore statunitense († 2019)
- 1934 - Mona Hammond, attrice giamaicana († 2022)
- 1934 - Jerry Jameson, regista, produttore televisivo e montatore statunitense
- 1934 - Eugene Landy, psicologo statunitense († 2006)
- 1934 - Sergio Pollastrelli, politico italiano
- 1934 - Ljudmila Ševcova, ex mezzofondista sovietica
- 1935 - Marian Mercer, attrice e cantante statunitense († 2011)
- 1935 - Guido Davide Neri, filosofo italiano († 2001)
- 1935 - Ernesto Parga, pallanuotista argentino († 1990)
- 1935 - Umberto Pineschi, presbitero e organista italiano
- 1936 - Joan Chase, scrittrice statunitense († 2018)
- 1936 - Adán Godoy, ex calciatore cileno
- 1936 - Jaime Pedro Gonçalves, arcivescovo cattolico mozambicano († 2016)
- 1936 - Jan Liberda, calciatore polacco († 2020)
- 1936 - Domenico Machetta, presbitero, compositore e musicista italiano
- 1936 - Giuseppe Montanari, fumettista e illustratore italiano († 2023)
- 1936 - Mireya Rodríguez, schermitrice cubana († 2007)
- 1936 - Giorgio Salmoiraghi, pittore italiano († 2022)
- 1937 - Boris Borisovič Egorov, cosmonauta e medico sovietico († 1994)
- 1937 - Léo Lacroix, ex sciatore alpino francese
- 1937 - Gianfranco Masini, direttore d'orchestra italiano († 1993)
- 1938 - Serge Berdugo, politico marocchino
- 1938 - Roberto Manuel Blanco, calciatore argentino († 2011)
- 1938 - Samuel Bodman, politico, ingegnere e imprenditore statunitense († 2018)
- 1938 - Roberto Bonnano, calciatore argentino († 2012)
- 1938 - Porter Goss, politico e agente segreto statunitense
- 1938 - Walter Lima Jr., regista e sceneggiatore brasiliano
- 1938 - Rich Little, comico, imitatore e attore canadese
- 1938 - Biancamaria Scarcia Amoretti, islamista e saggista italiana († 2020)
- 1938 - Luisa Valenzuela, scrittrice e giornalista argentina
- 1939 - Abdullah Ahmad Badawi, politico malese († 2025)
- 1939 - Miriam Del Mare, cantante italiana
- 1939 - Milutin Folić, calciatore jugoslavo († 2017)
- 1939 - Greetje Kauffeld, cantante olandese
- 1939 - Mark Margolis, attore statunitense († 2023)
- 1939 - George Patterson, cestista statunitense († 2003)
- 1939 - Angelino Soler, ex ciclista su strada spagnolo
- 1939 - Tina Turner, cantante statunitense († 2023)
- 1940 - Giovanni Astegiano, biatleta italiano († 1980)
- 1940 - Enrico Bombieri, matematico italiano
- 1940 - Luciano Casali, storico italiano
- 1940 - Gianni De Michelis, politico italiano († 2019)
- 1940 - Davy Graham, chitarrista inglese († 2008)
- 1940 - Quentin Skinner, storico britannico
- 1940 - György Szomjas, regista e sceneggiatore ungherese († 2021)
- 1940 - Carmelo Vigna, filosofo e storico della filosofia italiano
- 1941 - Luigi Negri, arcivescovo cattolico e teologo italiano († 2021)
- 1941 - Charles O'Rear, fotografo statunitense
- 1941 - Wolfgang Schivelbusch, giornalista e storico tedesco († 2023)
- 1941 - Agnès b., stilista francese
- 1941 - Bart Tuinstra, ex cestista olandese
- 1942 - Olivia Cole, attrice statunitense († 2018)
- 1942 - Leona Detiège, politica belga
- 1942 - William Hauptman, librettista e drammaturgo statunitense
- 1942 - Kim Layton, ex slittinista statunitense
- 1942 - Ján Ondrášek, ex calciatore cecoslovacco
- 1942 - Manuela Palermi, giornalista e politica italiana
- 1942 - Gastone Pietrucci, etnomusicologo, cantante e direttore artistico italiano
- 1942 - Jan Stenerud, ex giocatore di football americano norvegese
- 1943 - Bernard Lutic, direttore della fotografia francese († 2000)
- 1943 - Carlo Brazzorotto, politico italiano († 2012)
- 1943 - Juan Giménez, fumettista e illustratore argentino († 2020)
- 1943 - Talaat Guenidi, ex cestista egiziano
- 1943 - Jerry Kleczka, politico statunitense († 2017)
- 1943 - Bruce Paltrow, regista, sceneggiatore e produttore televisivo statunitense († 2002)
- 1943 - Joël Robert, pilota motociclistico belga († 2021)
- 1943 - Marilynne Robinson, scrittrice e saggista statunitense
- 1943 - Đặng Thùy Trâm, chirurgo e scrittrice vietnamita († 1970)
- 1943 - Marcia Warren, attrice britannica
- 1944 - Roberto Fontanarrosa, fumettista argentino († 2007)
- 1944 - Donald Joseph Kettler, vescovo cattolico statunitense
- 1944 - Carmelo Morra, politico italiano († 2015)
- 1944 - Karin Schubert, ex attrice pornografica tedesca
- 1944 - Ans Schut, ex pattinatrice di velocità su ghiaccio olandese
- 1944 - Chrīstos Zoupas, ex cestista greco
- 1945 - Enrico Arbarello, matematico italiano
- 1945 - Ward W. Briggs, filologo classico e latinista statunitense
- 1945 - Daniel Davis, attore statunitense
- 1945 - Bartolomeo Giachino, politico italiano
- 1945 - Victor Jovica, ex wrestler e dirigente d'azienda portoricano
- 1945 - John McVie, bassista britannico
- 1945 - Angela Napoli, politica italiana
- 1945 - Hans Walitza, allenatore di calcio e ex calciatore tedesco
- 1946 - Rafael Argüelles, ex calciatore cubano
- 1946 - Mark L. Lester, produttore cinematografico, regista e sceneggiatore statunitense
- 1946 - Roger Rosiers, ex ciclista su strada e pistard belga
- 1946 - Art Shell, ex giocatore di football americano e allenatore di football americano statunitense
- 1946 - Michelangelo Sulfaro, ex calciatore italiano
- 1947 - Guido Alpa, giurista e avvocato italiano († 2025)
- 1947 - Liverio Carollo, storico, scrittore e alpinista italiano
- 1947 - Amleto Fabiani, criminale italiano († 1980)
- 1947 - Giovanni Pietro Lombardo, psicologo italiano
- 1947 - Maria Moioli Viganò, politica italiana
- 1947 - André Penvern, attore francese
- 1947 - Ian Ross, calciatore e allenatore di calcio scozzese († 2019)
- 1947 - Elvio Ubaldi, politico italiano († 2014)
- 1947 - Roger Wehrli, ex giocatore di football americano statunitense
- 1948 - Jiří Barta, regista e sceneggiatore ceco
- 1948 - Marion Beverly Lay, ex nuotatrice canadese
- 1948 - Elizabeth Blackburn, biologa australiana
- 1948 - Donato Bruno, avvocato e politico italiano († 2015)
- 1948 - Krešimir Ćosić, cestista e allenatore di pallacanestro jugoslavo († 1995)
- 1948 - Eduard Hauser, ex fondista svizzero
- 1948 - Gianfranco Manfredi, cantautore, scrittore e sceneggiatore italiano († 2025)
- 1948 - Galina Prozumenščikova, nuotatrice sovietica († 2015)
- 1948 - Bernard Ramanantsoa, economista francese
- 1948 - Antonello Soro, politico italiano
- 1948 - Peter Wheeler, ex rugbista a 15 e dirigente sportivo britannico
- 1949 - José Miguel Álvarez Pozo, cestista cubano († 2016)
- 1949 - Sheila Armstrong, schermitrice statunitense († 2010)
- 1949 - Shlomo Artzi, cantante e cantautore israeliano
- 1949 - Giuliana Gamba, regista, sceneggiatrice e produttrice cinematografica italiana
- 1949 - Peter Christian Gøtzsche, medico danese
- 1949 - Letizia Moratti, politica e dirigente d'azienda italiana
- 1949 - Ivan Patzaichin, canoista rumeno († 2021)
- 1949 - Eugenio Picozza, giurista italiano
- 1949 - Andrzej Rzepliński, criminologo e giudice polacco
- 1949 - Gerd Schellenberg, calciatore tedesco orientale († 2018)
- 1949 - Trevor Storton, calciatore inglese († 2011)
- 1950 - Stefan Bartmann, regista e sceneggiatore tedesco
- 1950 - Corrado Bologna, filologo italiano
- 1950 - Dieter Burdenski, calciatore tedesco occidentale († 2024)
- 1950 - Bernie Harris, ex cestista e allenatore di pallacanestro statunitense
- 1950 - Mick Kearns, ex calciatore inglese
- 1950 - Rainer Pethran, cestista tedesco († 2019)
- 1950 - Jadwiga Pietkiewicz, ex cestista polacca
- 1950 - Honey Wilder, ex attrice pornografica statunitense
- 1951 - Victor Kodelja, ex calciatore canadese
- 1951 - Ilona Staller, ex attrice pornografica, cantante e politica ungherese
- 1951 - Sulejman Tihić, politico bosniaco († 2014)
- 1952 - Paco Flores, ex calciatore e allenatore di calcio spagnolo
- 1952 - Aleksandr Golikov, ex hockeista su ghiaccio sovietico
- 1952 - Manuela Lucchini, giornalista e conduttrice televisiva italiana
- 1952 - Peter Lübeke, calciatore tedesco († 2022)
- 1952 - Riek Machar, politico sudsudanese
- 1952 - Francesca Marinaro, politica italiana
- 1952 - Giovanni Nuti, medico, compositore e scrittore italiano
- 1952 - Wendy Turnbull, ex tennista australiana
- 1953 - Richard Belluzzo, imprenditore statunitense
- 1953 - Harry Carson, ex giocatore di football americano statunitense
- 1953 - Livio Corazza, vescovo cattolico italiano
- 1953 - Tommy Gore, ex calciatore inglese
- 1953 - Marian Harkin, politica irlandese
- 1953 - Jeff Johnson, ex calciatore gallese
- 1953 - Shelley Moore Capito, politica statunitense
- 1953 - Patrizia Suzzi, stilista italiana
- 1953 - Julien Temple, regista britannico
- 1953 - Jonathan Weiner, scrittore, giornalista e divulgatore scientifico statunitense
- 1953 - Desiré Wilson, ex pilota automobilistica sudafricana
- 1954 - Jos Daerden, allenatore di calcio e ex calciatore belga
- 1954 - Adelmo Paris, allenatore di calcio e ex calciatore italiano
- 1954 - Velupillai Prabhakaran, guerrigliero cingalese († 2009)
- 1955 - Antonio Ciampaglia, politico italiano
- 1955 - Don Hahn, produttore cinematografico e regista statunitense
- 1955 - Tracy Hickman, scrittore e autore di giochi statunitense
- 1955 - Jelko Kacin, politico sloveno
- 1955 - Toshikazu Kawasaki, artista giapponese
- 1955 - Evans Paul, politico haitiano
- 1955 - Oldřich Vlasák, politico ceco († 2024)
- 1955 - Olga de Ángulo, nuotatrice colombiana († 2011)
- 1956 - Scott Jacoby, attore statunitense
- 1956 - Dale Jarrett, pilota automobilistico statunitense
- 1956 - Don Lake, attore canadese
- 1956 - Patrícia Medrado, ex tennista brasiliana
- 1956 - Alessandro Momo, attore italiano († 1974)
- 1956 - Gilles Wach, presbitero francese
- 1957 - Alberto Carfagna, allenatore di calcio a 5 e ex giocatore di calcio a 5 argentino
- 1957 - Félix González-Torres, artista cubano († 1996)
- 1957 - Tony Henry, allenatore di calcio e ex calciatore inglese
- 1957 - Simon Nkoli, attivista sudafricano († 1998)
- 1957 - Matthias Reim, cantante, cantautore e compositore tedesco
- 1957 - Kevin Carl Rhoades, vescovo cattolico statunitense
- 1957 - Valer Toma, ex canottiere romeno
- 1957 - Roberto Totaro, fumettista italiano
- 1957 - Paolo Trombin, giornalista italiano
- 1958 - Andreas Aebi, politico, agricoltore e imprenditore svizzero
- 1958 - Vladimír Caldr, ex hockeista su ghiaccio cecoslovacco
- 1958 - Vilson Dias de Oliveira, vescovo cattolico brasiliano
- 1958 - Levent Erdoğan, ex sollevatore turco
- 1958 - Ellen Fiedler, ex ostacolista tedesca
- 1958 - Michail Linge, velocista sovietico († 1994)
- 1958 - Pamela Prati, soubrette, attrice e ex modella italiana
- 1958 - Tapio Sipilä, ex lottatore finlandese
- 1958 - Mickey Skinner, ex rugbista a 15 britannico
- 1959 - Harlem Désir, politico e attivista francese
- 1959 - Dana Gilbert, ex tennista statunitense
- 1959 - Lynne Jewell, ex velista statunitense
- 1959 - Satoshi Miyauchi, ex calciatore e allenatore di calcio giapponese
- 1959 - Davor Mladina, allenatore di calcio e ex calciatore croato
- 1959 - Uwe Neuhaus, allenatore di calcio e ex calciatore tedesco
- 1959 - Joe T Vannelli, disc jockey, produttore discografico e conduttore radiofonico italiano
- 1960 - Jurij Borodavko, fondista russo
- 1960 - Vasilij Bubka, ex astista ucraino
- 1960 - Mimmo Camporeale, tastierista italiano
- 1960 - Orly Castel-Bloom, scrittrice israeliana
- 1960 - Chuck Eddy, critico musicale statunitense
- 1960 - Johnny Hector, ex giocatore di football americano statunitense
- 1960 - Jonathan Lessor, artista nigeriano
- 1960 - Jack Markell, politico statunitense
- 1960 - 'Ala' Mubarak, imprenditore egiziano
- 1960 - Alvia Reale, attrice italiana
- 1960 - Yukihiro Shibutani, sceneggiatore giapponese († 2024)
- 1960 - Carmela Silva, politica spagnola
- 1960 - Rémi Vogel, calciatore francese († 2016)
- 1960 - Greg Wiltjer, ex cestista canadese
- 1961 - Wes Archer, animatore e regista statunitense
- 1961 - Ivory, ex wrestler statunitense
- 1961 - Barbara Jelenkovich, disegnatrice e illustratrice italiana
- 1961 - Nicola Luisotti, direttore d'orchestra italiano
- 1961 - Petr Málek, tiratore a volo ceco († 2019)
- 1961 - Ugo Pugliese, dirigente d'azienda e politico italiano
- 1961 - Stefano Sartori, ex giocatore di curling italiano
- 1961 - Corrado Urbano, allenatore di calcio e ex calciatore italiano
- 1962 - Fernando Bandeirinha, allenatore di calcio e ex calciatore portoghese
- 1962 - Linda Davis, cantante statunitense
- 1962 - Hannes Holm, regista e sceneggiatore svedese
- 1962 - Viliam Hýravý, ex calciatore slovacco
- 1962 - Fernando Maio de Paiva, vescovo cattolico portoghese
- 1963 - Andrzej Antos, ex giocatore di calcio a 5 polacco
- 1963 - Richard Arnold, astronauta e insegnante statunitense
- 1963 - Lydia Bosch, attrice e conduttrice televisiva spagnola
- 1963 - Mario Elie, ex cestista e allenatore di pallacanestro statunitense
- 1963 - Nandivada Rathnasree, astrofisica e divulgatrice scientifica indiana († 2021)
- 1963 - Jozefina Topalli, politica albanese
- 1964 - Chokri Belaid, politico e avvocato tunisino († 2013)
- 1964 - Francesco Bruni, politico italiano
- 1964 - Tom Cable, allenatore di football americano statunitense
- 1964 - Mario Furlan, attivista, giornalista e scrittore italiano
- 1964 - Carl Saunders, ex calciatore inglese
- 1964 - Vreni Schneider, ex sciatrice alpina svizzera
- 1964 - Roberto Siorpaes, bobbista italiano
- 1964 - Cesare Viel, artista italiano
- 1964 - Lia Williams, attrice e regista britannica
- 1965 - Scott Adsit, attore, comico e scrittore statunitense
- 1965 - Bernard Allison, chitarrista statunitense
- 1965 - Emilio Del Bono, politico italiano
- 1965 - Gregorio Fonseca, ex calciatore spagnolo
- 1965 - Barbara Garlaschelli, scrittrice e blogger italiana
- 1965 - Peter Konyegwachie, ex pugile nigeriano
- 1965 - Ole Møller Nielsen, ex calciatore e ex giocatore di calcio a 5 danese
- 1965 - Thomas Schroll, ex bobbista austriaco
- 1965 - Tomaso Totolo, allenatore di pallavolo italiano
- 1965 - Des Walker, ex calciatore inglese
- 1966 - Kristin Bauer van Straten, attrice statunitense
- 1966 - Garcelle Beauvais, attrice e modella haitiana
- 1966 - Jay Berger, allenatore di tennis e ex tennista statunitense
- 1966 - Marco Braida, ex nuotatore italiano
- 1966 - Cristina Mittermeier, fotografa, ambientalista e biologa messicana
- 1966 - Oliver Künzi, ex sciatore alpino svizzero
- 1966 - Brian Lee, ex wrestler statunitense
- 1966 - Olena Matvjejeva, ex cestista ucraina
- 1966 - Katja Nass, schermitrice tedesca
- 1966 - Sue Wicks, ex cestista e allenatrice di pallacanestro statunitense
- 1966 - Ivan Čakărov, sollevatore bulgaro
- 1967 - Giacomo Cacciatore, scrittore e saggista italiano
- 1967 - Zoltán Kósz, ex pallanuotista ungherese
- 1967 - Luca Lucini, regista e produttore cinematografico italiano
- 1967 - John Stirratt, bassista e polistrumentista statunitense
- 1968 - Fabrizio Bocchino, politico e fisico italiano
- 1968 - Maurizio Braccagni, disc jockey e produttore discografico italiano
- 1968 - Edna Campbell, ex cestista statunitense
- 1968 - Pierre Lepori, scrittore, traduttore e regista teatrale svizzero
- 1968 - Claire Littley, cantante britannica
- 1968 - Birutė Šakickienė, ex canottiera lituana
- 1969 - Vadim Chamutckich, pallavolista russo († 2021)
- 1969 - Janyse Jaud, attrice, doppiatrice e ballerina canadese
- 1969 - Krunoslav Jurčić, allenatore di calcio e ex calciatore croato
- 1969 - Shawn Kemp, ex cestista statunitense
- 1969 - Greg Rucka, fumettista, scrittore e sceneggiatore statunitense
- 1969 - Francisc Vaștag, pugile rumeno
- 1969 - Kara Walker, artista statunitense
- 1970 - Andrea Agostini, ex mezzofondista e fondista di corsa in montagna italiano
- 1970 - John Amaechi, ex cestista e attivista britannico
- 1970 - Greg Graham, ex cestista e allenatore di pallacanestro statunitense
- 1970 - Nathan Gunn, baritono statunitense
- 1970 - Fabio Melelli, storico del cinema italiano
- 1970 - Baldassare Reina, cardinale e arcivescovo cattolico italiano
- 1970 - Hugo Sosa, ex calciatore paraguaiano
- 1970 - Giorgio Sturlese Tosi, giornalista e saggista italiano
- 1971 - Robert Cazanciuc, politico e magistrato rumeno
- 1971 - Selan Elizah, ex calciatore papuano
- 1971 - Mauro Facci, dirigente sportivo, allenatore di calcio e ex calciatore italiano
- 1971 - Ninibeth Leal, modella e attrice venezuelana
- 1971 - Michael McGoldrick, polistrumentista e compositore britannico
- 1971 - Akira Narahashi, ex calciatore giapponese
- 1971 - Winky Wright, ex pugile statunitense
- 1972 - Ferdinando Aiello, politico italiano
- 1972 - Sergej Aksënov, politico russo
- 1972 - Kenji Arima, allenatore di calcio e ex calciatore giapponese
- 1972 - Eswort Coombs, ex velocista sanvincentino
- 1972 - James Dashner, scrittore statunitense
- 1972 - André Domingos, ex velocista brasiliano
- 1972 - Shannon Dunn-Downing, ex snowboarder statunitense
- 1972 - Christopher Fitzgerald, attore statunitense
- 1972 - Adam J. Harrington, attore e produttore cinematografico canadese
- 1972 - Vladimir Heredia, ex cestista venezuelano
- 1972 - Keiji Kaimoto, allenatore di calcio e ex calciatore giapponese
- 1972 - Stephen Mayaka, ex mezzofondista keniota
- 1972 - Ivonne Ortega Pacheco, politica messicana
- 1972 - Chris Osgood, allenatore di hockey su ghiaccio e ex hockeista su ghiaccio canadese
- 1972 - Arjun Rampal, attore indiano
- 1972 - Ryan Robbins, attore canadese
- 1972 - Jadranka Savić, ex cestista bosniaca
- 1972 - Kathi Schwaab, ex biatleta tedesca
- 1972 - Davide Zandegiacomo, giocatore di curling e dirigente sportivo italiano
- 1973 - Andrea Camata, ex cestista italiano
- 1973 - Jonathan Caouette, regista e attore statunitense
- 1973 - Elisa Casanova, ex pallanuotista e nuotatrice italiana
- 1973 - Peter Facinelli, attore statunitense
- 1973 - Nunzio Falco, allenatore di calcio e ex calciatore italiano
- 1973 - Magnus Karlsson, chitarrista e polistrumentista svedese
- 1973 - Jerry McCullough, ex cestista, allenatore di pallacanestro e dirigente sportivo statunitense
- 1973 - Ri Hyok-chol, ex calciatore nordcoreano
- 1973 - Clelia Sarto, attrice tedesca
- 1973 - Reiko Takagi, doppiatrice giapponese
- 1973 - John Zimmerman, ex pattinatore artistico su ghiaccio statunitense
- 1974 - André Gumprecht, ex calciatore tedesco
- 1974 - Katrina Lenk, attrice e cantante statunitense
- 1974 - Stefano Lentini, compositore e musicista italiano
- 1974 - Tammy Lynn Michaels, attrice e blogger statunitense
- 1974 - Luca Minetti, ex pallanuotista e allenatore di pallanuoto italiano
- 1974 - Mazz Murray, attrice e cantante britannica
- 1974 - Roman Šebrle, ex multiplista ceco
- 1974 - Stuart Taylor, allenatore di calcio e ex calciatore scozzese
- 1974 - Paula Vázquez, conduttrice televisiva e attrice spagnola
- 1975 - Ronaldo Angelim, ex calciatore brasiliano
- 1975 - Gerardo Bedoya, allenatore di calcio e ex calciatore colombiano
- 1975 - Robert Howard, triplista statunitense († 2004)
- 1975 - DJ Khaled, disc jockey, produttore discografico e personaggio televisivo statunitense
- 1975 - Patrice Lauzon, ex danzatore su ghiaccio canadese
- 1975 - Marinette Pichon, ex calciatrice francese
- 1975 - Vladislav Radimov, ex calciatore russo
- 1975 - Emanuele Rotondo, ex cestista e allenatore di pallacanestro italiano
- 1975 - Salvatore Sanzo, dirigente sportivo e ex schermidore italiano
- 1975 - Vadzim Skrypčanka, allenatore di calcio e ex calciatore bielorusso
- 1975 - Eszter Újvári, ex cestista ungherese
- 1976 - Andreas Augustsson, ex calciatore svedese
- 1976 - Rodrigo de la Fuente, ex cestista e dirigente sportivo spagnolo
- 1976 - Keni Doidoi, ex calciatore figiano
- 1976 - Jean Grae, rapper statunitense
- 1976 - Hari Khadka, ex calciatore nepalese
- 1976 - Luca Longobardi, pianista e compositore italiano
- 1976 - Maialen Lujanbio, poetessa spagnola
- 1976 - Missilou Mangituka, ex calciatore della Repubblica Democratica del Congo
- 1976 - Rossella Marcone, cantante italiana
- 1976 - Maven, ex wrestler e youtuber statunitense
- 1976 - Paolo Torre, ex pallavolista italiano
- 1977 - Loïc Attely, schermidore francese
- 1977 - Ivan Basso, ex ciclista su strada italiano
- 1977 - Dmïtrïý Galïç, ex calciatore kazako
- 1977 - Óli Hansen, ex calciatore faroese
- 1977 - Grétar Hjartarson, ex calciatore islandese
- 1977 - Alexandra Krebs, ex sciatrice alpina statunitense
- 1977 - Paris Lenon, ex giocatore di football americano statunitense
- 1977 - Veronika Thanner, ex sciatrice alpina austriaca
- 1977 - Campbell Walsh, canoista britannico
- 1977 - Zhang Jun, ex giocatore di badminton cinese
- 1978 - Jun Fukuyama, doppiatore e cantante giapponese
- 1978 - Antonio Látimer, ex cestista portoricano
- 1978 - Aaron McCusker, attore britannico
- 1978 - Candida Moss, docente, biblista e editorialista britannica
- 1978 - David Partridge, ex calciatore gallese
- 1978 - Andrejs Rubins, calciatore e allenatore di calcio lettone († 2022)
- 1978 - Paolo Ruffini, attore, conduttore televisivo e regista italiano
- 1978 - Ryan Toby, cantautore e produttore discografico statunitense
- 1979 - Ike Amadi, doppiatore nigeriano
- 1979 - Massimiliano Blardone, allenatore di sci alpino e ex sciatore alpino italiano
- 1979 - Paul Del Bello, musicista italiano
- 1979 - Julien Ingrassia, ex copilota di rally francese
- 1979 - Heli Jukkola, orientista finlandese
- 1979 - Tommaso Labate, giornalista, conduttore televisivo e conduttore radiofonico italiano
- 1980 - Ana Lily Amirpour, regista e sceneggiatrice britannica
- 1980 - Jessica Bowman, attrice statunitense
- 1980 - Aruna Dindane, ex calciatore ivoriano
- 1980 - Leslye Headland, drammaturga, regista e sceneggiatrice statunitense
- 1980 - Larry Marmouyet, calciatore francese
- 1980 - Albert Montañés, ex tennista spagnolo
- 1980 - Satoshi Ōno, cantante, attore e coreografo giapponese
- 1980 - Adam Richards, pugile statunitense
- 1980 - Anna Terio, attrice italiana
- 1981 - Diogo Amaral, cantante e attore portoghese
- 1981 - Stephan Andersen, ex calciatore danese
- 1981 - Natasha Bedingfield, cantante britannica
- 1981 - Isaac Boakye, ex calciatore ghanese
- 1981 - Boris Brejcha, disc jockey e produttore discografico tedesco
- 1981 - Arjola Dedaj, atleta paralimpica italiana
- 1981 - Julian Dorio, musicista e batterista statunitense
- 1981 - Natalie Gauci, cantante australiana
- 1981 - Timo Heinonen, cestista finlandese
- 1981 - Gina Kingsbury, ex hockeista su ghiaccio canadese
- 1981 - Zola Matumona, ex calciatore congolese (Repubblica Democratica del Congo)
- 1981 - Sam Mulipola, ex calciatore samoano americano
- 1981 - Jon Ryan, ex giocatore di football americano canadese
- 1981 - Aurora Snow, ex attrice pornografica statunitense
- 1981 - Matteo Vanzan, militare italiano († 2004)
- 1982 - Eleonora Alverà, giocatrice di curling italiana
- 1982 - Keith Ballard, ex hockeista su ghiaccio statunitense
- 1982 - Paola Brumana, ex calciatrice italiana
- 1982 - Jessica Camacho, attrice statunitense
- 1982 - Francesca Congia, judoka italiana
- 1982 - Matthias Eck, ex giocatore di football americano tedesco
- 1982 - Rocco Ficara, lottatore italiano
- 1982 - Sam Hargrave, regista, attore e stuntman statunitense
- 1982 - Shōei Hasegawa, ex giocatore di football americano e allenatore di football americano giapponese
- 1982 - Luther Head, ex cestista statunitense
- 1982 - Karl Henry, ex calciatore inglese
- 1982 - Juliane Schenk, ex giocatrice di badminton tedesca
- 1982 - Jan Michael Sprenger, scacchista, compositore di scacchi e filosofo tedesco
- 1982 - Srđan Blažić, ex calciatore montenegrino
- 1982 - Will Wade, allenatore di pallacanestro statunitense
- 1983 - Chris Hughes, informatico statunitense
- 1983 - Milan Ivana, ex calciatore slovacco
- 1983 - Baadur Jobava, scacchista georgiano
- 1983 - Giorgia Sinicorni, attrice italiana
- 1983 - Rachel Starr, attrice pornografica statunitense
- 1984 - Ana Maria Brânză, schermitrice rumena
- 1984 - Juan Manuel Cobo, ex calciatore argentino
- 1984 - Jermaine Gonzales, velocista giamaicano
- 1984 - Andy Iro, ex calciatore inglese
- 1984 - Ryan Johnson, ex calciatore giamaicano
- 1984 - Vincent Jérôme, ex ciclista su strada francese
- 1984 - Jeremy Lusk, pilota motociclistico statunitense († 2009)
- 1984 - Jean-Claude Ndagijmana, ex calciatore ruandese
- 1984 - Antonio Puerta, calciatore spagnolo († 2007)
- 1984 - Serhij Pylypčuk, ex calciatore ucraino
- 1985 - Víctor Aquino, calciatore paraguaiano
- 1985 - Henry Bekkering, ex cestista canadese
- 1985 - Matteo Betti, schermidore italiano
- 1985 - Matt Carpenter, giocatore di baseball statunitense
- 1985 - Arturo Castro, attore guatemalteco
- 1985 - Baba Saad, rapper tedesco
- 1985 - Michael Eneramo, ex calciatore nigeriano
- 1985 - Andrea Fovana, copilota di rally italiano
- 1985 - Daron Nefcy, scrittrice statunitense
- 1985 - Nikola Pokrivač, calciatore croato († 2025)
- 1985 - David Torrence, mezzofondista statunitense († 2017)
- 1985 - Pedro Ricardo Torres Ribeiro, allenatore di calcio portoghese
- 1985 - Allan Wanga, calciatore keniota
- 1986 - Arsène Do Marcolino, calciatore gabonese
- 1986 - Pavel Eliáš, ex calciatore ceco
- 1986 - Konstadínos Filippídis, astista greco
- 1986 - Chris Gronkowski, ex giocatore di football americano statunitense
- 1986 - Carly Gullickson, ex tennista statunitense
- 1986 - Lazar Hayward, ex cestista statunitense
- 1986 - Borislav Stojčev, allenatore di calcio e ex calciatore bulgaro
- 1986 - Kanae Itō, doppiatrice e cantante giapponese
- 1986 - Andrea Lanfri, atleta paralimpico e alpinista italiano
- 1986 - Aneta Langerová, cantante ceca
- 1986 - Lene Løseth, ex sciatrice alpina norvegese
- 1986 - Bauke Mollema, ciclista su strada olandese
- 1986 - Trevor Morgan, attore statunitense
- 1986 - Lauren Nelson, modella statunitense
- 1986 - Robert Olejnik, ex calciatore austriaco
- 1986 - Alberto Sgarbi, rugbista a 15 italiano
- 1986 - Edwin Ubiles, ex cestista statunitense
- 1986 - Dwayne Whylly, calciatore bahamense
- 1986 - Ivan Čeparinov, scacchista bulgaro
- 1986 - Yukina Ōta, ex pattinatrice artistica su ghiaccio giapponese
- 1987 - Armando Cooper, calciatore panamense
- 1987 - Gino Cuccarolo, ex cestista italiano
- 1987 - Matthew Ebden, tennista australiano
- 1987 - Geandro, calciatore brasiliano
- 1987 - Summer Lee, politica statunitense
- 1987 - Fernando Lopes dos Santos Varela, calciatore capoverdiano
- 1987 - Riccardo Maniero, calciatore italiano
- 1987 - Emilie Nicolas, cantante norvegese
- 1987 - Kyel Reid, calciatore inglese
- 1987 - Evan Royster, ex giocatore di football americano statunitense
- 1987 - Guglielmo Scilla, youtuber, attore e conduttore radiofonico italiano
- 1987 - Missy Stone, ex attrice pornografica statunitense
- 1987 - Geōrgios Tzavellas, dirigente sportivo e ex calciatore greco
- 1987 - David Veilleux, ex ciclista su strada canadese
- 1987 - Džengis Čavušević, allenatore di calcio e ex calciatore sloveno
- 1988 - Hafþór Júlíus Björnsson, attore, ex cestista e strongman islandese
- 1988 - Matías Britos, ex calciatore uruguaiano
- 1988 - Tamsin Egerton, attrice e modella inglese
- 1988 - Ogho-Oghene Egwero, velocista nigeriano
- 1988 - Aurélien Fourgeaud, ex giocatore di football americano francese
- 1988 - Bernhard Graf, ex sciatore alpino e sciatore freestyle austriaco
- 1988 - Shū Kurata, calciatore giapponese
- 1988 - Liu Qiuhong, pattinatrice di short track cinese
- 1988 - Heriter Luvumbu, calciatore della Repubblica Democratica del Congo
- 1988 - Leonardo Pavoletti, calciatore italiano
- 1988 - Andrea Pratichetti, rugbista a 15 italiano
- 1988 - Leândro Rossi Pereira, calciatore brasiliano
- 1988 - Josh Smoker, giocatore di baseball statunitense
- 1988 - Héctor Velázquez, giocatore di baseball messicano
- 1988 - Arthur Vichot, ex ciclista su strada francese
- 1989 - Christian Altamirano, calciatore honduregno
- 1989 - Tom Ballard, comico e attore australiano
- 1989 - Ian Borrows, canoista australiano
- 1989 - Juan Torres Ruiz, ex calciatore spagnolo
- 1989 - Joe Gormley, calciatore nordirlandese
- 1989 - James Hype, disc jockey britannico
- 1989 - Maria Sanchez, tennista statunitense
- 1989 - Claudia Schiess, modella ecuadoriana
- 1989 - Quanterus Smith, ex giocatore di football americano statunitense
- 1989 - Junior Stanislas, ex calciatore inglese
- 1989 - Loai Taha, calciatore israeliano
- 1989 - Takumi Takahashi, pilota motociclistico giapponese
- 1989 - Naoki Wako, ex calciatore giapponese
- 1990 - Osama Akharraz, calciatore danese
- 1990 - Avery Bradley, ex cestista statunitense
- 1990 - Joe Dudgeon, ex calciatore inglese
- 1990 - Chip, rapper britannico
- 1990 - Aaron Gate, pistard e ciclista su strada neozelandese
- 1990 - Garry Gilliam, giocatore di football americano statunitense
- 1990 - San Holo, disc jockey, musicista e produttore discografico olandese
- 1990 - Krzysztof Kamiński, calciatore polacco
- 1990 - Samira Kitman, artista afghana
- 1990 - Martyn Kravciv, scacchista ucraino
- 1990 - Danny Welbeck, calciatore inglese
- 1990 - Sara Mitich, attrice canadese
- 1990 - Rita Ora, cantante, attrice e personaggio televisivo britannica
- 1990 - Gabriel Paulista, calciatore brasiliano
- 1990 - Darryl Roberts, giocatore di football americano statunitense
- 1990 - Michał Szpak, cantante polacco
- 1990 - Andrew Vanzie, calciatore giamaicano
- 1990 - Dizzy Wright, rapper statunitense
- 1990 - Ece Çeşmioğlu, attrice turca
- 1991 - Ziguy Badibanga, calciatore belga
- 1991 - Sa'ar Benbenishti, ex calciatore israeliano
- 1991 - Kasey Carlson, nuotatrice statunitense
- 1991 - Román Castillo, calciatore honduregno
- 1991 - Simone Chinchio, giocatore di calcio a 5 italiano
- 1991 - Houda Darwich, scrittrice, poeta e attivista algerina
- 1991 - Isabella Di Iulio, pallavolista italiana
- 1991 - Omara Durand, atleta paralimpica cubana
- 1991 - Manolo Gabbiadini, calciatore italiano
- 1991 - Jackson Jeffcoat, giocatore di football americano statunitense
- 1991 - Jan Kazaev, ex calciatore russo
- 1991 - Ahmed Al-Khamisi, calciatore omanita
- 1991 - Corey Knebel, giocatore di baseball statunitense
- 1991 - Michale Kyser, cestista statunitense
- 1991 - Petro Pachnjuk, ginnasta ucraino
- 1991 - Dimitri Peyskens, ex ciclista su strada belga
- 1991 - Richard Schunke, calciatore argentino
- 1992 - Carolina Aguirre, modella ecuadoriana
- 1992 - Albert Bell, calciatore samoano
- 1992 - Rosalinda Cannavò, attrice italiana
- 1992 - Rafael Carrascal, calciatore colombiano
- 1992 - Eyob Faniel, maratoneta e mezzofondista italiano
- 1992 - Anuel AA, rapper e cantante portoricano
- 1992 - Igor Lambarschi, calciatore moldavo
- 1992 - Garrett Nevels, cestista statunitense
- 1992 - Lúcio Oliveira, calciatore saotomense
- 1992 - Toavina Rambeloson, calciatore malgascio
- 1992 - Edwyn Roberts, cantautore, compositore e paroliere italiano
- 1992 - Nathaniel Robitaille, giocatore di football americano statunitense
- 1992 - Emanuele Suagher, allenatore di calcio e ex calciatore italiano
- 1992 - Oskar Sverrisson, calciatore svedese
- 1993 - Terry Antonis, calciatore australiano
- 1993 - Omar Calhoun, cestista statunitense
- 1993 - Gian Clavell, cestista portoricano
- 1993 - Eron Harris, cestista statunitense
- 1993 - Jameel Ible, calciatore nevisiano
- 1993 - Brandie Jay, ex ginnasta statunitense
- 1993 - Marin Jurina, calciatore bosniaco
- 1993 - Kim Min-tae, calciatore sudcoreano
- 1993 - Kuo Hsing-chun, sollevatrice taiwanese
- 1993 - Jordan Loveridge, cestista statunitense
- 1993 - Kelsey Mitchell, pistard canadese
- 1993 - Elizabeth Pelton, ex nuotatrice statunitense
- 1993 - Jordan Pierre-Charles, calciatore francese
- 1993 - Eliana Stábile, calciatrice argentina
- 1994 - Melvyn Lorenzen, calciatore ugandese
- 1994 - Steve Makuka, calciatore uruguaiano
- 1994 - Park Ji-hyun, attrice sudcoreana
- 1994 - Alex Pontons, calciatore boliviano
- 1994 - Kathryn Sullivan, pallavolista statunitense
- 1994 - Anton Tremmel, sciatore alpino tedesco
- 1994 - Ricardo Vaz, calciatore portoghese
- 1995 - Devynne Charlton, ostacolista bahamense
- 1995 - Viktorija Demčenko, slittinista russa
- 1995 - James Guy, nuotatore britannico
- 1995 - Lano Hill, giocatore di football americano statunitense
- 1995 - Ama Pipi, velocista britannica
- 1995 - Simen Tiller, combinatista nordico norvegese
- 1995 - Génesis Viera, pallavolista portoricana
- 1995 - Oliver Wood, pistard e ciclista su strada britannico
- 1996 - Malik Beasley, cestista statunitense
- 1996 - Ninon Esposito, ex sciatrice alpina francese
- 1996 - Goran Filipović, cestista croato
- 1996 - Marta Gasparotto, giocatrice di softball italiana
- 1996 - Federico Agustín Gómez, tennista argentino
- 1996 - Myles Kenlock, calciatore inglese
- 1996 - Marco Komenda, calciatore tedesco
- 1996 - Nemanja Ljubisavljević, calciatore serbo
- 1996 - Johan Madrid, calciatore peruviano
- 1996 - Gunner Olszewski, giocatore di football americano statunitense
- 1996 - Louane, cantante, attrice e doppiatrice francese
- 1996 - Cal Raleigh, giocatore di baseball statunitense
- 1996 - Marc Roca, calciatore spagnolo
- 1997 - Silvester Belt, cantante lituano
- 1997 - Şifanur Gül, attrice turca
- 1997 - Aubrey Joseph, attore e cantante statunitense
- 1997 - Hanna Kebinger, biatleta tedesca
- 1997 - Lin Junyan, goista taiwanese
- 1997 - Peter Lynch, maratoneta e mezzofondista irlandese
- 1997 - Beka Mikeltadze, calciatore georgiano
- 1997 - Farouk Miya, calciatore ugandese
- 1997 - Robeilys Peinado, astista venezuelana
- 1997 - Juan Pablo Ramírez, calciatore colombiano
- 1997 - Jovan Stojoski, velocista serbo
- 1997 - Aaron Wan-Bissaka, calciatore inglese
- 1997 - Jennie Wåhlin, giocatrice di curling svedese
- 1997 - Jonata Bastos, calciatore brasiliano
- 1998 - Enzo Goudou-Sinha, cestista francese
- 1998 - Gilonne Guigonnat, biatleta francese
- 1998 - Luka Ivanušec, calciatore croato
- 1998 - Franco Martínez, calciatore uruguaiano
- 1998 - Bakary N'Diaye, calciatore mauritano
- 1998 - Ol'ga Nikitina, schermitrice russa
- 1998 - Jón Dagur Þorsteinsson, calciatore islandese
- 1999 - Bavuudorjiin Baasankhüü, judoka mongola
- 1999 - Giorgia Boni, attrice, cantante e modella italiana
- 1999 - Cheyenne Brown, sciatrice alpina statunitense
- 1999 - Hassan Haskins, giocatore di football americano statunitense
- 1999 - Alex Þór Hauksson, calciatore islandese
- 1999 - Jonas Holdenrieder, attore tedesco
- 1999 - Jaycee Horn, giocatore di football americano statunitense
- 1999 - Olivia O'Brien, cantautrice statunitense
- 1999 - Raúl Parra, calciatore spagnolo
- 1999 - Sven Roes, pattinatore di short track olandese
- 1999 - Baptiste Roux, calciatore francese
- 1999 - Perr Schuurs, calciatore olandese
- 1999 - Jacob Shaffelburg, calciatore canadese
- 1999 - Martyna Łukasik, pallavolista polacca
- 2000 - Jacob Trenskow, calciatore danese
- 2000 - Pirmin Benz, ciclista su strada e ciclocrossista tedesco
- 2000 - Borut Božič, ex sciatore alpino sloveno
- 2000 - Lamecha Girma, siepista e mezzofondista etiope
- 2000 - Tali, cantautrice, attrice e danzatrice israeliana
- 2000 - Hunter Nourzad, giocatore di football americano statunitense
- 2000 - Brittany Castelluzzo, nuotatrice australiana

## XXI secolo(22)
- 2001 - Sōtīrīs Alexandropoulos, calciatore greco
- 2001 - Jonathan Núñez, calciatore honduregno
- 2001 - Călin Popescu, calciatore rumeno
- 2001 - Mesfin Tafesse, calciatore etiope
- 2001 - Pau Víctor, calciatore spagnolo
- 2002 - Hareb Abdullah, calciatore emiratino
- 2002 - Aitor Etxeguren, cestista spagnolo
- 2002 - Ante Matej Jurić, calciatore croato
- 2002 - Roko Prkačin, cestista croato
- 2002 - Gaurika Singh, nuotatrice nepalese
- 2003 - Aileen Kuhn, martellista tedesca
- 2003 - Karolína Maňasová, velocista ceca
- 2003 - Viktória Mihályvári-Farkas, nuotatrice ungherese
- 2003 - Leonard Miller, cestista canadese
- 2003 - Rudy Varane, calciatore francese
- 2004 - Pedro Bravo, calciatore colombiano
- 2004 - Dominika Giuliani, pallavolista italiana
- 2004 - Alexander Lyng, calciatore danese
- 2004 - Lequincio Zeefuik, calciatore olandese
- 2005 - Carter Bryant, cestista statunitense
- 2005 - Luo Rui, ginnasta cinese
- 2006 - Guo Sitong, sincronetta cinese

## Senza anno specificato(1)
- Emilia Suriano, regista televisiva italiana